# Példabeszéd
A példabeszéd vagy tágabb értelemben parabola (görög szó, pontos jelentése „hasonlítás, hasonlat”) egy irodalmi, azon belül a költészetnek epikai vagy félepikai műfaj, amely valamely vallási, erkölcsi, filozófiai igazságra kíván rávilágítani, de nem közvetlen formában, hanem valamely eseményre, példára hivatkozva. Nem megszemélyesítésre alapuló történet, mint az állatmese.

## Jellemzői
Nemzetközileg ismert neve, a parabola a görög "παραβολή" (parabolē) szóból származik, amely rövid, fiktív magyarázó történetet jelölt.   
A példabeszéd, amelyhez már morális tartalmak kapcsolódnak, az egyik legegyszerűbb elbeszélésfajta: egyszerű háttérből áll és cselekvésből vagy történésből, illetve ennek eredményéből.
Bár nem csak a Biblia alkalmazta, tipikusan a zsidó-keresztény kultúrkörrel összeforrt jellegzetes bibliai műfaj. A magyar nyelvben a példabeszéd szó szinte mindig közvetlenül vagy átvitt értelemben a jézusi parabolákra utal, míg a műfaj irodalmi alkalmazásait – mint például a lengyel Ignacy Krasicki műveit – inkább parabola néven emlegetik.

## Az Ószövetség
Az Ószövetség egész könyvet szentel a „példabeszédeknek”. A Példabeszédek könyve „Salamonnak, Dávid fiának, Izrael királyának mondásai”, aki a könyvben fiával osztja meg bölcsességét. Ez az írás azonban a szó szoros értelmében nem felelnek meg a példabeszéd későbbi műfaji kívánalmainak: A Példabeszédek könyve inkább bölcsességek, intelmek, tanítások gyűjteménye, mint példákon keresztül megmagyarázott igazságoké.
Valódi példabeszédek az Ószövetségben a bárány, illetve a tekoai nő példabeszédei (Sámuel második könyve, 12:1-9, illetve 14:1-13).

## Jézus példabeszédei
A világirodalom máig leghíresebb és legismertebb, letisztultan klasszikus formájú és gondolatiságú, műfajteremtő példabeszédei Jézus nevéhez kapcsolódnak.
A példabeszéd lehet kifejtett és megmagyarázott, de lehet önmagában álló, magyarázatot nem igénylő is. Jézus például szinte csak példabeszédekben beszélt, és szinte soha nem magyarázta meg őket, példabeszédeit a keresztény tanok vagy belső logikájuk mégis megérthetővé tette a tanítványok számára, mások azonban az evangéliumok szerint nem értették őket.

### Néhány híres jézusi példabeszéd
Fő szócikk: Jézus példabeszédei

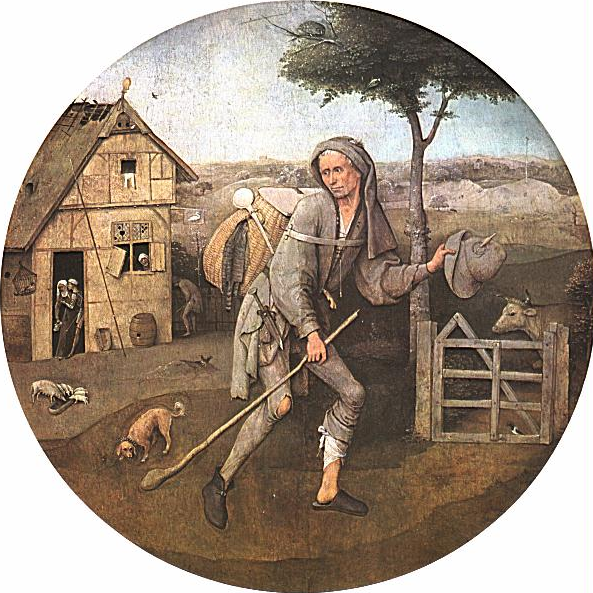
Jeroen Bosch (ca. 1450 – 1516): A tékozló fiú

- A mustármag példabeszéde a krisztusi tanítás erejéről szól: „A  mennyek országa hasonló a mustármaghoz, amelyet a földműves elültet földjébe. Ez a mag kisebb ugyan mindenféle magnál, de amikor felnő, nagyobb, mint a kerti vetemények. Valóságos fa lesz belőle,  úgyhogy az ég madarai eljönnek,  és ágai között laknak.” (Máté evangéliuma 13,31-35)
- Ugyanezt példázza a kovász példabeszéde: „A mennyek  országa hasonló a kovászhoz.  A gazdaasszony  elvegyíti három véka  lisztbe, és a kovász átjárja az egész tésztát.  Mindezt példabeszédekben mondta Jézus  a népnek. Példabeszéd  nélkül nem  szólt hozzájuk.  Beteljesedett, amit  így jövendölt meg a próféta: "Megnyitom ajkamat, és példabeszédekben  hirdetem azt, ami titok volt a világ kezdete óta.” (Máté evangéliuma 13,31-35)
- A mag több jézusi példabeszédben szerepel. (Például: (Máté evangéliuma 13,24-30 – ugyanitt szerepel a konkoly is) Ugyancsak a mag szerepel Máté 13,18-23-ban is, és itt Jézus kérésükre azt is elmagyarázza tanítványainak, miért beszél példabeszédekben: „Értsétek  meg hát  a  magvetőről  szóló példabeszédet! Akik hallgatják a mennyek országáról szóló tanítást, és nem értik meg, azokhoz eljön a gonosz,  és elragadja mindazt, amit a  szívükbe vetettek. Ez az a mag, amelyik az útszélre esett. A kövek közé hullott mag pedig az, aki meghallgatja ugyan a tanítást, és szívesen be is fogadja, de az nem ver  benne gyökeret, csak  ideig-óráig él. Amikor  a tanítás  miatt szorongatás, üldözés éri, csakhamar eltántorodik. A tövisek közé esett mag az, aki meghallgatja  a tanítást, de  a világi gondok  s a csalóka  vagyon elfojtja azt benne, és  gyümölcs nélkül marad. Végül  a jó földbe  hullott mag az, aki meghallgatja, megszívleli a tanítást, és jó termést is hoz: az egyik százszorosat, a másik hatvanszorosat, a harmadik harmincszorosat.”